# Clavilispinus rufescens
Clavilispinus rufescens är en skalbaggsart som först beskrevs av Hatch 1957.  Clavilispinus rufescens ingår i släktet Clavilispinus och familjen kortvingar. Inga underarter finns listade i Catalogue of Life.